# Ronco Scrivia
Ronco Scrivia (en ligur Ronco ) és un comune italià, situat a la regió de la Ligúria i a la ciutat metropolitana de Gènova. El 2011 tenia 4.573 habitants.

## Geografia
Es troba a la vall Scrivia, al nord de Gènova. Té una superfície de 30,11 km² i les frazioni de Banchetta, Borgo Fornari, Cascine, Chiappari, Cipollina, Costa Lazzari, Curlo, Giacoboni, Isolabuona, Malvasi, Minceto, Panigasse, Pietrafraccia, Porale, Tana d'Orso i Vallecalda. Limita amb les comunes de Busalla, Fraconalto, Isola del Cantone i Voltaggio.